# Chemilla
Chemilla era una comuna francesa que estaba situada en el departamento de Jura, de la región de Borgoña-Franco Condado que el 1 de enero de 2019 pasó a formar parte de la comuna nueva de Saint-Hymetière-sur-Valouse.

## Demografía
| Gráfica de evolución demográfica de Chemilla entre 1800 y 2016 |
|                                                                |

Los datos demográficos contemplados en este gráfico de la comuna de Chemilla se han cogido de 1800 a 1999 de la página francesa EHESS/Cassini, y los demás datos de la página del INSEE.